# Cinema Bizarre
Cinema Bizarre – niemiecki zespół pop-rockowy, składający się z pięciu członków, którzy wzorują swój wygląd na tzw. stylu Visual Kei. Tworzona przez nich muzyka to mieszanka gitarowych brzmień i elektroniki.

## Muzycy

### Obecny skład zespołu
Zespół powstał w 2005 roku. Po odejściu Luminora w 2008 roku dołączył do zespołu Romeo.
- Strify (ur. 20 sierpnia 1988 w Villingen-Schwenningen) – wokal.
- Kiro (ur. 11 stycznia 1988 w Birkenfeld) – gitara basowa.
- Yu (ur. 29 grudnia 1988 w Sulingen) – gitara elektryczna.
- Shin (ur. 12 grudnia 1989 w Berlinie) – perkusja.
- Romeo (ur. 4 sierpnia 1988) – instrumenty klawiszowe, wokal

### Byli członkowie
- Luminor (ur. 22 marca 1985 w Neunkirchen, zm. 12 kwietnia 2020 w Niemczech) – instrumenty klawiszowe, wokal. 27 listopada 2008 roku poprzez swoje konto na Myspace powiadomił fanów o swoim odejściu z zespołu. Powodem były problemy zdrowotne, uniemożliwiające mu pracę w zespole.

## Historia zespołu
Członkowie tego zespołu, Strify (ur. 1988), Kiro (ur. 1988) i Yu (ur. 1988) spotkali się w 2005 i postanowili założyć zespół. Shin (ur. 1989) i Luminor (ur. 1985), którzy dopełnili skład zespołu, poznali się przez internet.
- 14 września 2007 pojawił się na niemieckim rynku muzycznym ich pierwszy singel „Lovesongs (they kill me)”, który dotarł na pierwsze miejsce niemieckiego TOP10.
- 12 października 2007 ukazał się ich pierwszy album „Final attraction”.
- Także w 2007 ukazał się singel „Escape to the Stars”.
- 7 lutego 2008 – premiera teledysku do piosenki „Forever or Never”. Singel ukazał się 29 lutego 2008.
- Od 30 stycznia 2008 do 27 grudnia 2008 z przerwami trwała europejska trasa Cinema Bizarre, podczas której zagrali 36 koncertów i odwiedzili m.in. Rosję, Francję, Włochy, Litwę, Łotwę, państwa skandynawskie itd.
- 27 listopad 2008 – na swoim koncie na portalu Myspace Luminor ogłasza swoje odejście z zespołu. Powodem były problemy zdrowotne.
- 12 listopad 2009 – w ramach trasy „We're all toyz” Cinema Bizarre odwiedza Polskę i gra w Warszawskim klubie Progresja.
- 21 stycznia 2010 – zespół oficjalnie zawiesza swoją działalność poprzez list do fanów opublikowany na MySpace[2].

## Dyskografia
- Final Attraction (12 października 2007)
- ToyZ (21 sierpnia 2009)
- BANG! (25 sierpnia 2009)

### Single
| Rok  | Nazwa                      | Notowania | Notowania | Notowania | Notowania | Notowania | Notowania | Album            |
| Rok  | Nazwa                      | GER       | AUT       | SWI       | FRA       | EU        | USA       | Album            |
| ---- | -------------------------- | --------- | --------- | --------- | --------- | --------- | --------- | ---------------- |
| 2007 | "Lovesongs (They Kill Me)" | 9         | 32        | -         | 28        | -         | -         | Final Attraction |
| 2007 | "Escape To The Stars"      | 36        | 61        | -         | -         | -         | -         | Final Attraction |
| 2008 | "Forever Or Never"         | 44        | 71        | -         | -         | -         | -         | Final Attraction |
| 2009 | "I Came 2 Party"           | 32        | 71        | -         | -         | -         | -         | ToyZ and BANG!   |
| 2009 | "My Obsession"             | -         | -         | -         | -         | -         | -         | ToyZ and BANG!   |